# Pristimantis viejas
Espèce
Synonymes
- Eleutherodactylus viejas Lynch & Rueda-Almonacid, 1999

Statut de conservation UICN

 LC  : Préoccupation mineure
Pristimantis viejas est une espèce d'amphibiens de la famille des Craugastoridae.

## Répartition
Cette espèce est endémique de Colombie. Elle se rencontre entre 800 et 1 880 m d'altitude :
- sur le versant Est de la cordillère Centrale dans les départements d'Antioquia et de Caldas ;
- sur le versant Ouest de la cordillère Orientale dans le département  de Cundinamarca.

## Description
Les mâles mesurent de 15,3 à 19,1 mm et les femelles de 24,0 à 29,1 mm.

## Publication originale
- Lynch & Rueda-Almonacid, 1999 : New species of frogs from low and moderate elevations from the Caldas transect of the eastern flank of the Cordillera Central. Revista de la Academia Colombiana de Ciencias Exactas Fisicas y Naturales, vol. 23, no 87, p. 307-314 (texte intégral).